# Gare de Xuzhou
La gare de Xuzhou est une gare ferroviaire chinoise situé à Xuzhou, dans la province du Jiangsu.